# The 13th Doll
The 13th Doll, és el tercer videojoc (encara no s'ha llançat) de la saga 7th Guest.

## Jugabilitat
La jugabilitat del 13th Doll serà bastant igual que els videojocs de la saga. Per fer totes les accions es farà a través del ratolí, fins i tot la navegació per l'entorn i la resolució dels trencaclosques.
Potser l'element que fa més divertit al joc és la possibilitat de triar un personatge per jugar-hi.
El joc serà modelat en 3D en què l'entorn està totalment animat.